# Beto Carrero
Beto Carrero, nome artístico de João Batista Sérgio Murad (São José do Rio Preto, 9 de setembro de  1937 — São Paulo, 1 de fevereiro de 2008), foi um artista, apresentador, músico sertanejo, locutor de rodeios, agente de talentos, publicitário e empresário brasileiro, conhecido pela performance de cowboy e por ser idealizador do parque Beto Carrero World, localizado no município de Penha, no litoral norte do estado de Santa Catarina.

## Biografia

### Infância e adolescência (1937-1957)
Menino pobre de São José do Rio Preto, interior de São Paulo, criou-se numa fazenda onde o pai era empregado, e sonhava ser um personagem como o Zorro. Desta época, trouxe forte ligação com o mundo dos rodeios e cowboys. Por se comunicar muito bem, descobriu sua veia publicitária e não demorou para se tornar popular: ainda adolescente, lançou um programa próprio no rádio.

## Carreira

### Início
Alexandre Murad, seu pai, tinha o apelido de “Alexandre Carrero”, por conduzir um carro de boi que transportava pessoas e cargas. Em homenagem ao pai, intitulou-se João Carrero. Anos depois, o nome foi modificado e João Batista Sérgio Murad passou a ser Beto Carrero. 
Em 1955, após uma tentativa fracassada de ser cantor, em uma rádio de São José do Rio Preto, Beto estreou o "Programa Beto Carrero", que reunia música sertaneja e humor. No programa, contava causos em dupla com Dino Santana, irmão do humorista Dedé Santana. Em 1958, partiu do rádio para o jornal Folha de S.Paulo, onde trabalhou como corretor de anúncios. Ao sair da empresa, o publicitário abriu uma agência em sociedade, porém a mesma se desfez em pouco tempo. Por conta própria, Beto desenvolveu então o jornal "Noticiário da Moda", passando a ter contato com empresas catarinenses de tecelagem. Posteriormente, o jornal foi comprado pela Editora Abril, sendo este o primeiro grande negócio feito por Beto Carrero. 
Nos anos 70, liderou a conta de grandes empresas. Lançou motes históricos, como o do Leite de Aveia Davene e das toalhas Buettner, tendo Tônia Carrero como estrela do merchandising. Nesta década, mesmo dedicando-se à publicidade, Beto sempre encontrava um tempo para trabalhar como agente de alguns artistas. Depois de um certo período, criou o personagem que lhe daria fama – Beto Carrero, um vaqueiro que ama os animais e defende os oprimidos. Sua paixão pela arte falou mais alto, fazendo com que Beto montasse sua trupe e percorresse milhares de municípios com seu circo, apresentando a saga de Beto Carrero, um caubói tipicamente brasileiro. Fez amigos por onde passou – entre eles muitos famosos, como Sílvio Santos, Faustão, Gugu Liberato e Xuxa. Estreou um programa na  Rede Record com Renato Aragão e Dedé Santana chamado "Os Insociáveis", que, mais tarde, passaria para a Rede Globo com o nome de "Os Trapalhões", tendo Beto Carrero como produtor.

### Parque temático

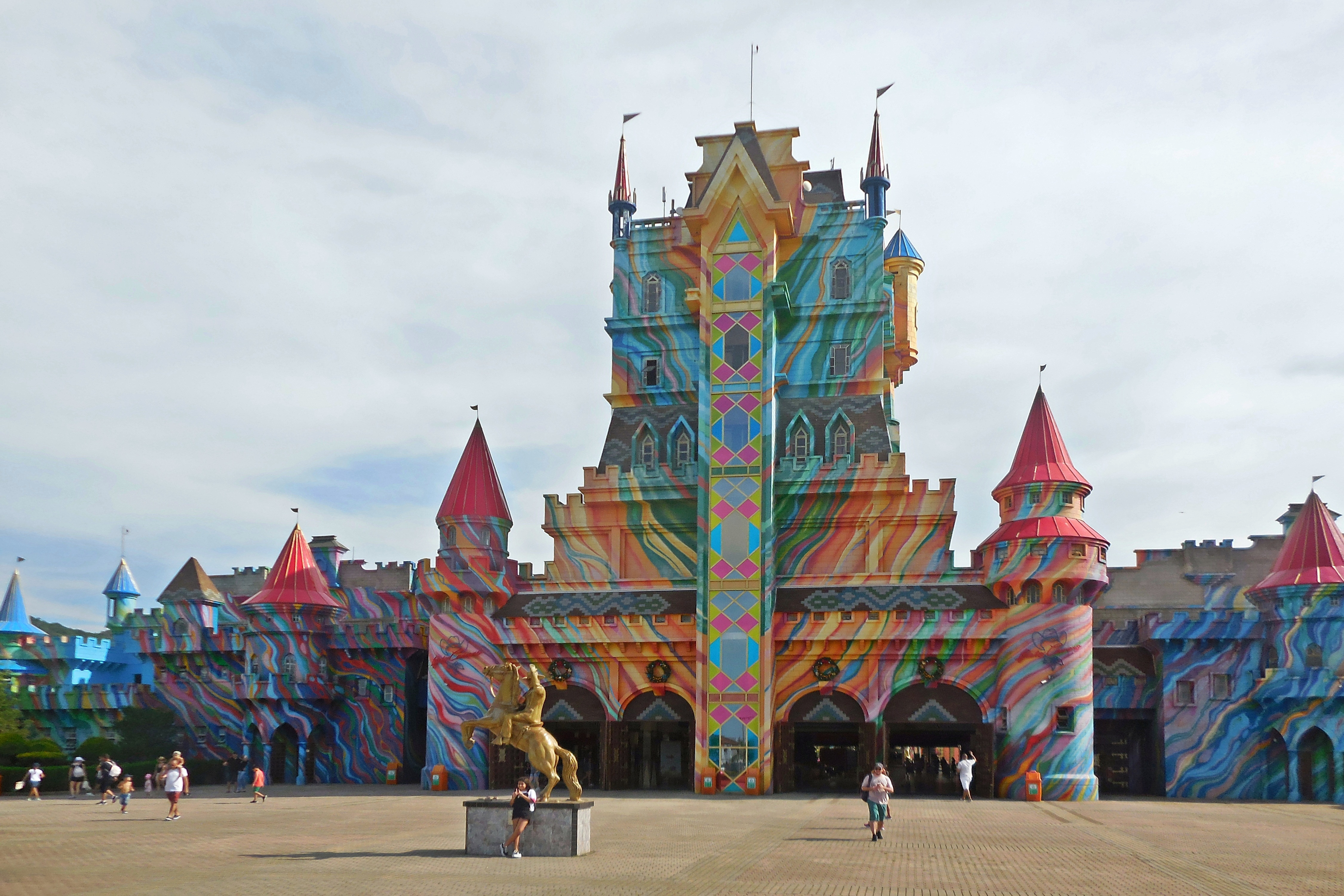
Entrada do Beto Carrero World

Beto Carrero, desde pequeno gostava de parques. Ele dizia, inclusive, que ajudava a descarregar e a montar os parques que apareciam na região onde morava em troca de um ingresso, ou vendia caramelos na porta do parque até que juntasse dinheiro suficiente para comprar uma entrada. Porém, muito tempo depois, já famoso em função e seu show de cowboy e sua fama de publicitário, Beto Carrero fez uma viagem à Walt Disney World, na companhia de Renato Aragão. Encantado com a beleza dos parques temáticos, Beto acreditava que o Brasil poderia ter algo, no mínimo, igual. O visionário, não queria apenas desenvolver um parque, mas sim um destino turístico, no qual o parque deveria ser a âncora deste destino. Mesmo chamado de louco por amigos e familiares, Beto Carrero estava decidido, e colocaria seu sonho em prática no estado de Santa Catarina. 
A cidade escolhida pelo empresário para abrigar seu destino turístico foi Penha, uma antiga colônia de pesca de baleia, na época com apenas oito mil habitantes. Apesar de muitos não concordarem com a escolha, Beto acreditava no potencial da região: o clima da cidade era agradável e a população bastante acolhedora, ideal para trabalhar na prestação de serviços. Além do mais, o município localizava-se muito próximo de Blumenau, Joinville, Balneário Camboriú e Itajaí, importantes cidades catarinenses, e a 8 km do Aeroporto de Navegantes. Beto Carrero começou a comprar terras sem revelar seus objetivos, temendo que a notícia de um futuro parque naquela área inflacionasse os preços da região. 
A pequena cidade não possuía opções de lazer. Para tornar-se destino turístico, era necessário promover o desenvolvimento de todo o local. O litoral catarinense, além de brasileiros, atraía estrangeiros, como argentinos e uruguaios, mas esse fluxo se resumia a pouco mais de dois meses. Não havia resorts e outras estruturas de lazer: a única opção de diversão era a praia.
Para promover a região, Beto Carrero fez parceria com a Santur, órgão oficial de turismo do Estado, e com a prefeitura de diversas cidades. Ele ajudou a valorizar a Oktoberfest, divulgou a peregrinação religiosa de Santa Paulina, em Nova Trento, além de promover e apostar no sucesso de Balneário Camboriú. Depois, investiu em marketing. “Primeiro fiz o marketing, depois o parque”, dizia Beto Carrero. E curiosamente, durante muito tempo o marketing foi desproporcional ao parque, que em seu começo só contava com uma roda-gigante e o Show do Beto Carrero.
Com passar dos anos, o parque Beto Carrero World cresceu consideravelmente: atualmente, é o maior parque temático da América Latina e o quinto maior do mundo, com mais de 10 milhões de visitantes desde sua inauguração, que aconteceu em 28 de dezembro de 1991. Já foram investidos mais de US$ 120 milhões em atrações.

## Morte
Beto Carrero morreu em 1 de fevereiro de 2008, aos 70 anos de idade, no Hospital Sírio-Libanês, em São Paulo, após ser submetido a uma cirurgia cardíaca para correção de uma endocardite infecciosa, vindo a falecer por choque cardiogênico durante a cirurgia. O empresário já havia tido problemas cardíacos anteriormente, e há alguns meses, ele  passou por um implante na válvula aórtica. Foi sepultado no Cemitério Municipal de Penha.

## Filmografia

### Cinema
O empresário participou de quatro filmes:
- Os Trapalhões no Reino da Fantasia (1985)
- O Mistério de Robin Hood (1990)
- Xuxa Gêmeas (2006)
- O Mundo Encantado de Beto Carrero (2007)

### Televisão
Além do programa humorístico Os Trapalhões e das edições do Criança Esperança, Beto Carrero participou do programa Dedé e o Comando Maluco (SBT), atuou como ele mesmo na novela A História de Ana Raio e Zé Trovão (Rede Manchete) e no seriado Ô Coitado (SBT), e teve um quadro fixo no programa Domingo Legal (SBT).

## Quadrinhos
Em 1985, a editora CLUQ, lançou a revista em quadrinhos "As Aventuras de Beto". A revista chegou a ter arte de Eugênio Colonnese e roteiros de Gedeone Malagola. Embora baseada nos faroestes, na HQ Beto não usava arma de fogo e sim seu chicote para combater o crime.

## Betinho Carrero
Em Novembro de 2006, a JB World Entretenimento S/A, empresa de Carrero, juntamente com a Belli Studio Ilustração e Animação, lançaram a revista "As Aventuras do Betinho Carrero". O personagem título é um menino fã de Beto Carrero que se veste como o próprio.
Entre 2006 e 2007, foram produzidos 21 episódios em animação para a TV. A técnica aplicada é o clássico quadro-a-quadro que continua encantando o público não somente infantil. O desenho animado de Betinho Carrero não chegou a ser exibido e nunca teve previsão de estreia. Em novembro de 2008, a Belli Studio foi autorizada a disponibilizar um episódio no YouTube: o intitulado "Pipoqueiros do Barulho", com duração de 4'30''. Já em 2011, o próprio parque disponibilizou na internet o primeiro episódio da turma de Betinho Carrero, por meio de sua conta oficial no YouTube.
No mesmo ano, a turma de Betinho Carrero ganhou um jogo: "Betinho Carrero: Um amigo muito especial". Lançado pela empresa de softwares para internet GrupoW, é voltado ao público infantil e inclui trechos do desenho animado de Betinho. O aplicativo é gratuito, e está disponível apenas para iPhone e iPad.

## Instituto Beto Carrero
Criado em julho de 2003, o Instituto Beto Carrero é uma Organização da Sociedade Civil de Interesse Público (OSCIP), destinado a promover projetos de responsabilidade social. Conta com uma equipe de 19 profissionais, entre eles um clínico geral, ginecologista, pediatra, dentista, nutricionista, pedagogos, professores, vigias, cozinheiros, jardineiros, entre outros. Atendem crianças de zero a quatro anos, filhos dos colaboradores do parque e crianças cujas famílias tenham renda inferior a dois salários mínimos.
Além disso, o IBC, do qual o Beto Carrero World é o único investidor, também proporciona o Circo Escola para 108 participantes, entre 7 e 18 anos. No Circo Escola, crianças e adolescentes resgatam e preservam a tradição circense, além de muitos tornarem-se profissionais de circo.